# Mildred Muis
Mildred Muis (Amsterdam, 28 juli 1968) is een voormalig internationaal topzwemster uit Nederland. Ze nam tweemaal deel aan de Olympische Spelen en won hierbij in totaal een zilveren medaille.
Mildred Muis nam tweemaal deel aan de Olympische Spelen. Bij haar olympische debuut, in 1988 in Seoel, maakte de Ommense deel uit van de estafetteploeg die de zilveren medaille won op de 4x100 meter vrije slag. Deze ploeg bestond buiten haarzelf uit haar tweelingzus Marianne Muis, Conny van Bentum en Karin Brienesse. Vier jaar later nam ze deel aan de Olympische Spelen van Barcelona. Ze kwam uit op de 100 meter vrije slag, 200 meter vrije slag en 4 x 100 meter wisselslag. Op de individuele nummers sneuvelde ze nog voor de finale. Bij de 4 x 100 meter vrije slag werd ze vijfde met een tijd van 3.43,74.
1. ↑  Rob Velthuis, Mildred Muis zet haar weerzin tegen zwemmen nog een keer opzij. Trouw (25 juli 1992).